# Actinothoe georgiana
Actinothoe georgiana is een zeeanemonensoort uit de familie Sagartiidae.
Actinothoe georgiana is voor het eerst wetenschappelijk beschreven door Carlgren in 1899.